# Abraxas gunsana
Abraxas gunsana es una especie de polilla perteneciente a la familia Geometridae, descrita por primera vez por el Lepidopterólogo japonés Hiroshi Inoue en 1970, con distribución en el Nepal. El holotipo de la especie fue descrito en el sector Olangchung Gola en el este de Nepal.